# Sufjan Stevens
Sufjan Stevens (ur. 1 lipca 1975 w Detroit) – amerykański piosenkarz, autor tekstów, kompozytor i pisarz.
Jest multiinstrumentalistą – gra m.in. na akordeonie, banjo, bębenku baskijskim, dzwonkach, flecie, floor tom, fortepianie, gitarze, gitarze akustycznej, gitarze basowej, gitarze elektrycznej, karatalach, keyboardzie, ksylofonie, marimbie, oboju, organach, perkusji, pianinie, rogu, rożku angielskim, saksofonie altowym, sitarze, tin whistle czy wibrafonie.
Wydaje płyty przez niezależną wytwórnię muzyczną Asthmatic Kitty, którą założył wraz z ojczymem. Inne wytwórnie wydające płyty Stevensa to działająca w Anglii Rough Trade, amerykańska Sounds Familyre i australijski Spunk.
Jego albumy są różnorodne gatunkowo – przewijają się na nich style od elektroniki przez folk i muzykę z nurtami romantycznymi (symfoniczno – instrumentalny album Illinois) po muzykę indie rocka, indie popu, a także świąteczny motyw w Songs for Christmas.

## Życiorys

### Pochodzenie i lata młodzieńcze
Rodzice Sufjana, ojciec z pochodzenia Litwin, a matka Greczynka, w celu lepszej asymilacji z amerykańską kulturą zmienili nazwisko na „Stevens”. Wychowywał go ojciec Rasjid i macocha Pat, a sporadycznie odwiedzał w Oregonie matkę Carrie, która poślubiła drugiego męża Lowella Bramsa.
Sufjan urodził się w Detroit, gdzie mieszkał do dziewiątego roku życia, kiedy jego rodzina przeniosła się do Petoskey w stanie Michigan. W Petoskey uczęszczał do Harbor Light Christian School, a także prestiżowej Interlochen Arts Academy. Naukę kontynuował w Hope College w Holland, Michigan i uzyskał tytuł magistra sztuk pięknych w The New School w Nowym Jorku.
Sufjan to perskie imię, które zawdzięcza założycielowi ponadreligijnej organizacji Subud, do której należeli jego rodzice. Imię jest pamiątką po Abu Sufjanie, jednej z historycznych postaci islamu. „Sufjan” oznacza „przychodzi z mieczem”.
Rodzice pozostawili mu wolny wybór do zmiany imienia, ale nie był w stanie wybrać czegoś co się spodoba; później rodzice przyznali, że tak naprawdę nie mają pieniędzy na prawną zmianę imienia.
Sufjan obecnie mieszka w Kensington, Nowy Jork, gdzie tworzy personel na Brooklynie wytwórni Asthmatic Kitty. Jego brat Marzuki Stevens jest uznanym w kraju biegaczem maratońskim.

### Kariera muzyczna
Stevens karierę muzyczną zaczynał jako członek folk rockowego zespołu Marzuki z Holland, Michigan. Grał i gra do dzisiaj na rozmaitych instrumentach w zespole Danielson Famile.
Pierwsze półtoragodzinne albumy poświęcone dziewięciu planetom, dwunastu apostołom i czterem humorom, zarejestrował za pomocą czterośladowego magnetofonu. Nie ujrzały one światła dziennego, lecz wybór piosenek z tego okresu złożył się na debiutancką płytę A Sun Came.
Później przeprowadził się do Nowego Jorku, gdzie zapisał się do szkoły kreatywnego pisania na uniwersytecie The New School. W 2001 roku podczas pobytu w Nowym Jorku buzująca bohema wciągnęła go w wir pracy artystycznej, owocujący albumem Enjoy Your Rabbit. Album poświęcony znakom chińskiego zodiaku to prawie osiemdziesiąt minut instrumentalnej muzyki, przede wszystkim elektronicznej.
W 2003 roku, mając w dorobku dwie elektroniczne płyty, dokonał diametralnej wolty stylistycznej i koncepcyjnej. W miejsce elektroniki zwrócił się w stronę akustyki, wokalu i melodii, w miejsce orientalnej inspiracji – powrócił w rodzinne okolice. Pisarski talent i naukowa niemal pasja przełożyły się na koncepcję płyty poświęconej rodzinnemu stanowi Michigan. Wraz z albumem Michigan (2003) rozpoczął projekt nagrania albumu o każdym z 50 stanów USA. Poza Michigan wydany został także Illinois. Pod koniec 2009 roku stwierdził, że patrząc na ten plan po tylu latach, brzmi to jak „żart i obciach”; w opublikowanym wywiadzie w The Guardian powiedział, że nie ma żadnych skrupułów z przyznaniem, że był to chwyt promocyjny.
W 2004 roku Stevens wydał czwarty album Seven Swans, który jest jego najbardziej osobistym podjęciem wiary. Album cechuje emocjonalna siła, szczerość i słyszalne w dźwiękach dążenie do absolutu.
W 2005 roku Stevens wydał piąty album Illinois, który jest uznawany za jeden z ważniejszych albumów muzyki rozrywkowej w XXI wieku.
W 2006 roku Stevens wydał szósty album The Avalanche, na którym znajdują się dodatki i odrzuty z płyty Illinois.
W 2009 roku Stevens wydał siódmy album The BQE, projekt, który powstał na zlecenie Brooklyn Academy of Music. Jest to poemat symfoniczny wraz z akompaniamentem poświęcony autostradzie Brooklyn-Queens Expressway. Został zagrany przez orkiestrę jako tło do filmu o wirtualnej podróży między dwiema dzielnicami metropolii.
Pracował nad ścieżką dźwiękową do nagradzanego melodramatu Tamte dni, tamte noce (2017), a pochodzący z filmu utwór „The Mystery of Love” w styczniu 2018 roku dostał nominację do Oscara za najlepszą piosenkę.

## Wpływ, inspiracje

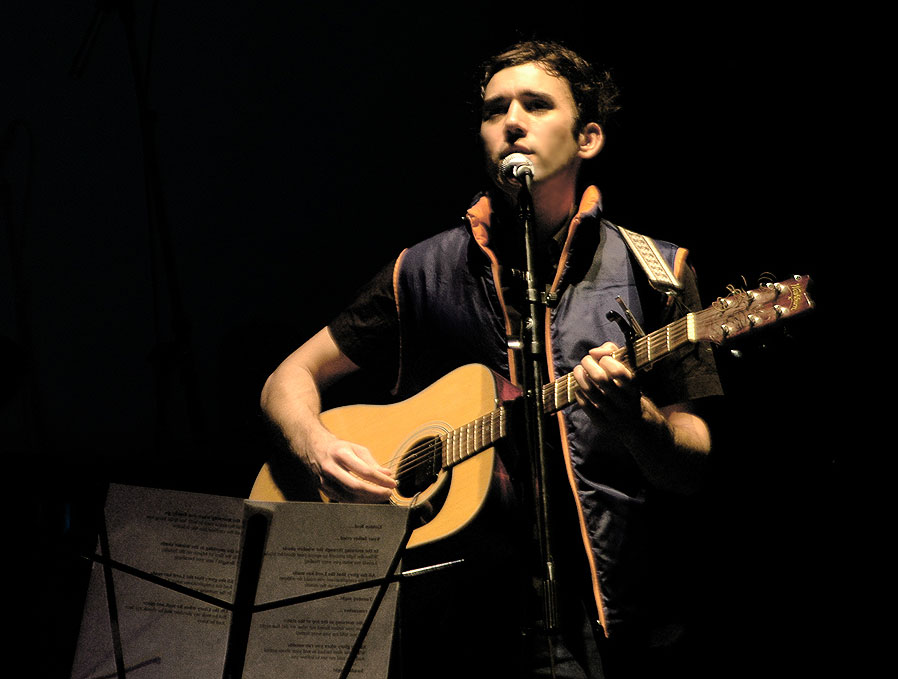
Sufjan Stevens

Czerpie inspiracje od amerykańskich minimalistów – Philipa Glassa, Steve’a Reicha i Terry’ego Rileya i jest porównywany estetycznie do Reicha.
W wielu utworach porusza tematy duchowe, czerpiąc inspiracje z historii biblijnych. Szczególnie na płycie Seven Swans w utworach: „The Transfiguration”, który mówi o Przemienieniu Pańskim, w utworze „Abraham” opisuje historię Abrahama z Księgi Rodzaju, a tytuł utworu „All the Trees of the Fields Will Clap Their Hands” to cytat z Księgi Izajasza.
Sufjan w swojej muzyce kładzie nacisk przede wszystkim na teksty, a zasadniczy wpływ na jego lirykę m.in. mieli: William Blake, William Wordsworth, William Faulkner, Walt Whitman, Flannery O’Connor, Sherwood Anderson, Carl Sandburg i Saul Bellow.

## Dyskografia

### Albumy studyjne
- 2000 – A Sun Came
- 2001 – Enjoy Your Rabbit
- 2003 – Michigan
- 2004 – Seven Swans
- 2005 – Illinois
- 2010 – The Age Of Adz
- 2015 – Carrie & Lowell
- 2020 – The Ascension
- 2021 – Convocations
- 2023 – Javelin[27][28][29]

### Albumy we współpracy z innymi muzykami
- 2017 – Planetarium (Stevens, Bryce Dessner, Nico Muhly, James McAlister)
- 2019 – The Decalogue (Stevens, Timo Andres)
- 2020 – Aporia (Stevens, Lowell Brams)

### Albumy koncertowe
- 2017 – Carrie & Lowell Live

### Kompilacje i inne albumy
- 2006 – The Avalanche (kompozycje z okresu powstawania albumu Illinois)
- 2006 – Songs For Christmas
- 2009 – The BQE
- 2012 – Silver & Gold
- 2017 – The Greatest Gift (dema, remiksy i kompozycje z sesji nagraniowych do Carrie & Lowell)

### Wybrane EP-ki
- 2010 – All Delighted People
- 2019 – Love Yourself/With My Whole Heart

### Utwory w kompilacjach
Wszystkie zamieszczone tutaj informacje pochodzą ze źródła:
| Rok  | Płyta                                             | Szczegóły                                                                                          |
| 2000 | 8.21 A Blue Bunny Compilation                     | „Woman at the Well”, „(Year of the) Ox” i „Far Physician’s Son”                                    |
| 2000 | Eye Of The Beholder Vol.1                         | „All Delighted People”                                                                             |
| 2001 | Seen/Unseen                                       | „Damascus”                                                                                         |
| 2001 | To Spirit Back The Mews                           | „The First Full Moon”, „God’ll Ne’er Let You Down”, „Bushwick Junkie”, „I Can’t Even Lift My Head” |
| 2002 | Recordings From CKLN’s: Wired For Sound 2001-2002 | „Many Guides (Live at Lee’s Palace, Dec 14, 2001)”                                                 |
| 2004 | Metaphysics For Beginners                         | „How Can The Stone Remain?”                                                                        |
| 2004 | Hope Isn’t A Word                                 | „Borderline”                                                                                       |
| 2005 | Dream Brother: The Songs Of Tim And Jeff Buckley  | „She Is”                                                                                           |
| 2005 | This Bird Has Flown                               | „What Goes On”                                                                                     |
| 2006 | Mews Too: An Asthmatic Kitty Compilation          | „Opie’s Funeral Song”                                                                              |
| 2006 | I Am The Resurrection: A Tribute To John Fahey    | „Variation On Commemorative Transfiguration & Communion At Magruder Park”                          |
| 2006 | See You On The Moon!: Songs For Kids Of All Ages  | „The Friendly Beasts”                                                                              |
| 2006 | The Sound The Hare Heard                          | „Adlai Stevenson”                                                                                  |
| 2006 | I Killed The Monster                              | „Worried Shoes”                                                                                    |
| 2007 | A Tribute To Joni Mitchell                        | „Free Man In Paris”                                                                                |
| 2007 | Cue The Bugle Turbulent                           | „In The Words Of The Governor”                                                                     |
| 2007 | I’m Not There                                     | „Ring Them Bells”                                                                                  |
| 2007 | A Familyre Christmas Volume 1                     | „We Wish You A Merry Christmas”                                                                    |
| 2008 | Habitat                                           | „A Cross Section Of Clown Mountain”                                                                |
| 2008 | A Familyre Christmas Volume 2                     | „Good King Wenceslas”                                                                              |
| 2009 | Dark Was The Night                                | „You Are The Blood” i „Blood Pt. 2”                                                                |

### Współpraca nad utworami innych artystów
Wszystkie zamieszczone tutaj informacje pochodzą ze źródła:
| Rok  | Zespół               | Płyta                                         | Szczegóły |
| 1999 | Shannon Stephens     | How I Got Away                                | Sufjan grał na akordeonie i fortepianie i zaprojektował utwór „You Can’t Be Happy Without Me”.                                                               |
| 2000 | Shannon Stephens     | Shannon Stephens                              | Sufjan grał na perkusji na kilku utworach; producent, miksowanie i tworzenie.                                                                                |
| 2000 | Jai Agnish           | Automata                                      | Sufjan grał na keyboardzie w utworze „Climb To Remind”; melodia w „Send Me”; plus okładka płyty.                                                             |
| 2001 | Royal City           | Alone At The Microphone                       | Sufjan grał na dzwonkach w utworze „My Brother Is The Meatman”, który napisał. Dodatkowo nagrywanie i producent.                                             |
| 2001 | Soul-Junk            | 1942                                          | Sufjan grał na keyboardzie, śpiewał jako tło wokalu; melodia, klawisze, dzwonki, oklaski.                                                                    |
| 2001 | Liz Janes            | Done Gone Fire                                | Sufjan grał na rozmaitych instrumentach; nagrywanie, inżynieria, producent i organizacja.                                                                    |
| 2002 | Half-handed Cloud    | We Haven’t Just Been Told, We Have Been Loved | brak danych |
| 2003 | Vesper               | Comfort                                       | Sufjan grał na oboju w utworze „Aching For You”; perkusja w „The Sensualist”; water pianino w „Comfort”; wokal w „Time To Take Off” i „The Sensualist”.      |
| 2003 | Soul-Junk            | 1958                                          | brak danych |
| 2004 | Br Danielson         | Brother : Son                                 | Sufjan grał na banjo, tło wokalu, oraz był asystentem nagrywania.                                                                                            |
| 2005 | Half-handed Cloud    | Thy Is A Word & Feet Need Lamps               | sekcja perkusji |
| 2005 | Denison Witmer       | Are You A Dreamer?                            | Sufjan grał na banjo; rejestrator, wurlitzer, organy, tło wokalu w kilku utworach.                                                                           |
| 2005 | Serena               | Maneesh                                       | Sufjan grał na flecie i marimbie w utworze „Candlelighted”.                                                                                                  |
| 2005 | Castanets            | First Light’s Freeze                          | brak danych |
| 2005 | Half-handed Cloud    | What’s The Remedy?                            | Sufjan grał na perkusji; toy pianino, banjo, flet i tamburyn; nagrywanie i upiększanie.                                                                      |
| 2006 | Danielson            | Ships                                         | Sufjan grał na oboju, flecie, tin whistle, dzwonkach. |
| 2006 | Rosie Thomas         | These Friends Of Mine                         | Sufjan śpiewał w kilku utworach. |
| 2007 | Marla Hansen         | Wedding Day                                   | Sufjan grał na pianinie, perkusji i śpiewał. |
| 2007 | Ben + Vesper         | All This Could Kill You                       | Sufjan grał na banjo, pianinie, oboju; wokal, miksowanie, floor tom.                                                                                         |
| 2007 | The National         | Boxer                                         | Sufjan grał na pianinie w utworach „Racing Like a Pro” i „Ada”.                                                                                              |
| 2007 | Will Stratton        | What The Night Said                           | Sufjan grał na oboju. |
| 2007 | David Garland        | Noise In You                                  | Sufjan grał na oboju w utworach „Xs For Eyes” i „Drop By Drop”; śpiewał w utworach „Prelude 1”, „Every Bird”, „Xs For Eyes”, „Damn Dreams” i „Cumulonimbus”. |
| 2007 | Clare & The Reasons  | The Movie                                     | Sufjan śpiewał w utworze „Nothing/Nowhere”. |
| 2007 | Castanets            | In The Vines                                  | brak danych |
| 2007 | Chris Schlarb        | Twilight & Ghost Stories                      | Sufjan brał udział w tworzeniu albumu. |
| 2008 | The National         | The Virginia EP                               | Sufjan grał na pianinie w utworze „You’ve Done It Again, Virginia”.                                                                                          |
| 2008 | My Brightest Diamond | A Thousand Shark’s Teeth                      | Sufjan był inżynierem w sekcji gitar w utworach „Goodbye Forever” i „Black & Costaud”.                                                                       |
| 2008 | Gabriel Kahane       | Gabriel Kahane                                | Sufjan grał na akustycznej gitarze, fortepianie i był tłem wokalu w utworze „Slow Down”.                                                                     |
| 2008 | DM Stith             | Curtain Speech                                | brak danych |
| 2008 | Castanets            | City Of Refuge                                | Sufjan grał na banjo w utworze „Prettiest Chain”; dystrybutor organów i fortepian w „Shadow Valley” i wokal w utworze „After The Fall”.                      |
| 2008 | The Welcome Wagon    | Welcome To The Welcome Wagon                  | Sufjan nagrywał i był producentem tej płyty. |
| 2009 | DM Stith             | Heavy Ghost                                   | brak danych |
| 2009 | I Was A King         | I Was A King                                  | Sufjan grał na pianinie w utworach “It’s All You,” “Still,” “Stay Warm,” i “Fading Summer.”                                                                  |
| 2009 | Rosie Thomas         | All The Way From Michigan Not Mars            | Sufjan śpiewał w kilku utworach. |
| 2009 | Half-handed Cloud    | Cut Me Down & Count My Rings                  | Kolekcja z utworami z poprzednich albumów. |
| 2009 | Lowell Brams         | Music For Insomnia                            | Utwór „A Cross Section Of Clown Mountain” napisany i wykonany przez Sufjana, Lowella Bramsa i Bryce Dessnera.                                                |
| 2009 | The Welcome Wagon    | Purity Of Heart Is To Will One Thing          | Nagrywanie i produkcja. Sufjan śpiewał w kilku utworach. |
| 2010 | Ben + Vesper         | LuvInIdleness                                 | Producent. |
| 2010 | Clogs                | The Creatures In The Garden Of Lady Walton    | Sufjan śpiewał w utworze „We Were Here”. |
| 2010 | Serena-Maneesh       | S-M 2: Abyss In B Minor                       | Sufjan grał na flecie, fortepianie i wibrafonie. |
| 2010 | The National         | High Violet                                   | Sufjan śpiewał i grał na fisharmonii. |
| 2011 | Danielson            | Best of Gloucester County                     | Sufjan śpiewał i grał na banjo. |